# KN-02
KN-02は、朝鮮民主主義人民共和国（北朝鮮）で開発された短距離弾道ミサイル（SRBM）である。

## 概要
KN-02とはアメリカ合衆国が付けたコードネームであり、ドクサとも呼ばれている。北朝鮮での呼び名は判明していない。このミサイルは旧ソ連製の短距離弾道ミサイルOTR-21 トーチカ（SS-21 Scarab）を、北朝鮮が独自改良したものとなっており、移動式発射車両を用いた道路移動型短距離弾道ミサイルである。KN-02は、2007年4月25日の朝鮮人民軍の創立から75周年記念の軍事パレードで初めて一般に公開された。 

## 開発経緯

### 1996年
- シリアとのミサイル開発協定により、シリアがロシアから導入し保有していたOTR-21 トーチカを入手したと考えられ、リバースエンジニアリングの手法で解析を開始。

### 2004年
- 2004年4月、北朝鮮が試作したOTR-21 トーチカのコピーを試射したが、失敗したとされる。

### 2005年～2006年
- 北朝鮮が試作したOTR-21 トーチカのコピーを試射した。2006年にオリジナルのOTR-21 トーチカと同等のものが初期配備された。KN-02は北朝鮮で配備されている無誘導の戦術ロケットであるFROGの後継兵器として導入されたと考えられている。

### 2007年
- 2007年6月28日に日本海に向け3発の試射を行い、成功させたと見られ、これ以降に本格配備を開始。射程は140kmまで延伸したタイプが配備された。

### 2007年～2013年
- 配備後も発射実験を頻繁に繰り返し、2013年3月15日までの実験で射程を160kmまで延長させたと考えられている。[2]

## 技術的特徴
KN-02は1段式の道路移動型短距離弾道ミサイルであり、全長6.4mで直径は65cｍで重量は2t程度と考えられている。射程は初期配備型で100～120km、その後に射程を徐々に延伸させ、2013年までで160kmまで延伸させたと考えられている。CEPは誘導装置に慣性誘導と目標照合レーダーを組み合わせたものとされ、100～160m程度と推測されており、命中精度は高い。搭載可能な弾頭重量は500kg程度である。ロケットモータとしては固体燃料を採用している。よって、従来のスカッド短距離弾道ミサイルが発射に30分以上必要であったものが、5分程度で発射する事が可能とされ、移動式発射車両と組み合わせると即応性は極めて高い。
弾頭はペイロードに合わせて高性能爆薬・核・生物化学兵器が選択可能である。戦術弾道ミサイルとして運用が想定されるため、多数の子爆弾を搭載した運用もあるだろうと想定されている。